# U-Bahnhof Hradčanská

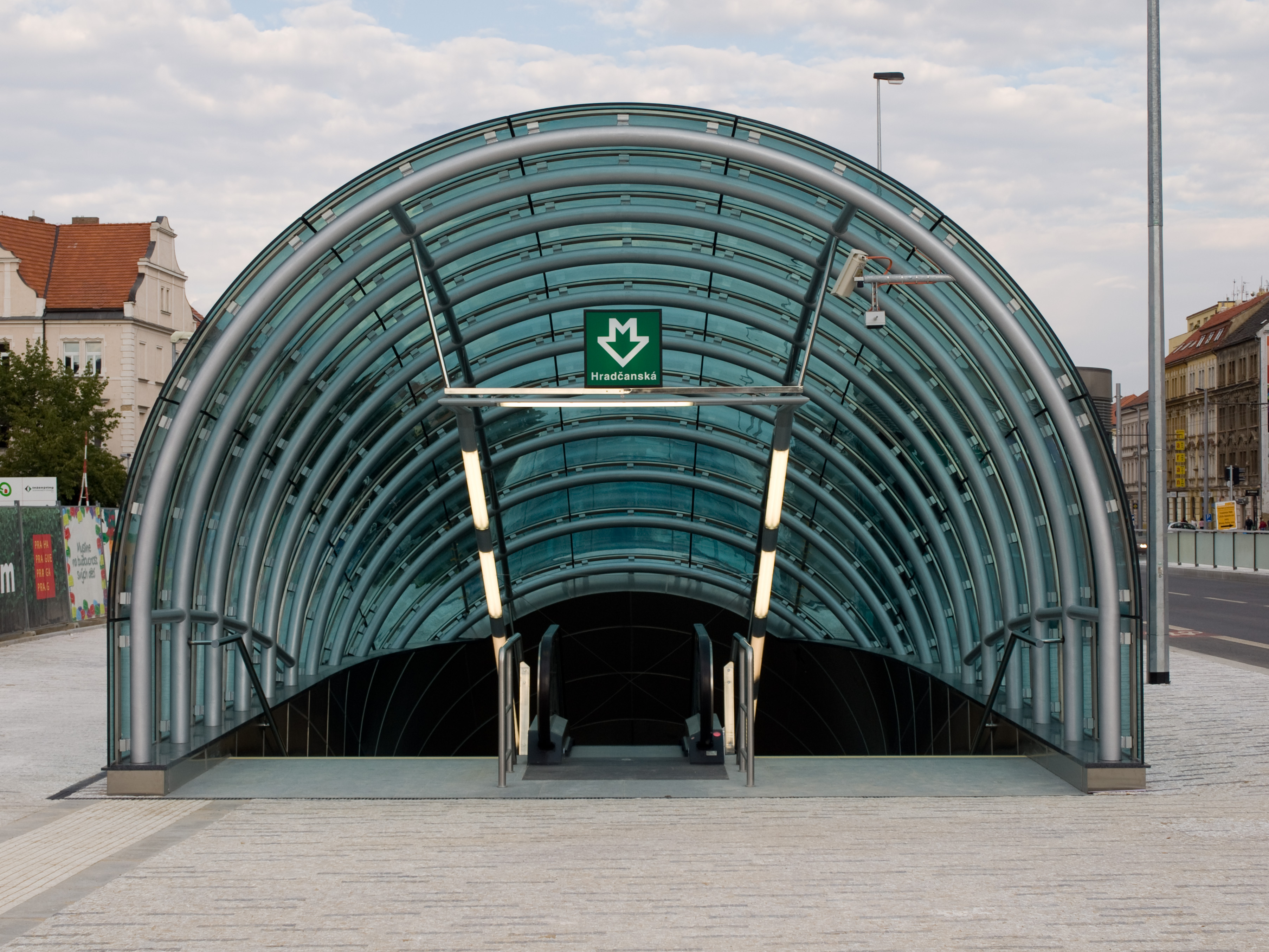
Eingang zur Station Hradčanská

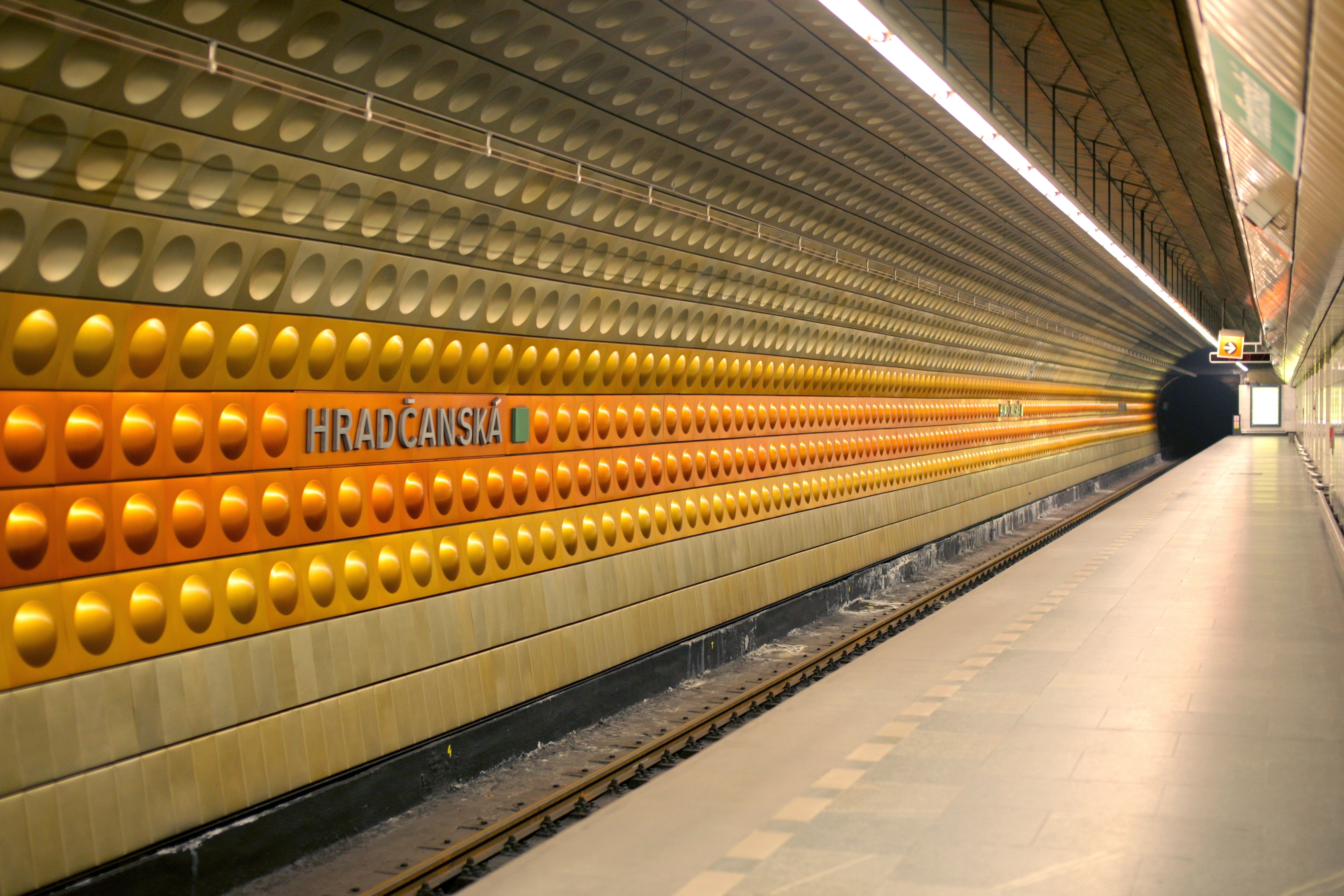
Bahnsteig

Hradčanská ist eine Station der Metro Prag auf der Linie A. Sie ist benannt nach dem Stadtteil Hradčany (Burgstadt), an dessen nordöstlichem Rand sie sich befindet. 
Die Station Hradčanská wurde mit der Inbetriebnahme der Linie A am 12. August 1978 eröffnet. Der Bahnsteig befindet sich 43 Metern Tiefe. Die Station hat mehrere Ausgänge auf die Straße Milady Horákové und einen Ausgang auf die Dejvická. Es bestehen Umsteigemöglichkeiten zur Straßenbahn und zum Bahnhof Praha-Dejvice.